# Bulkowo (gemeente)

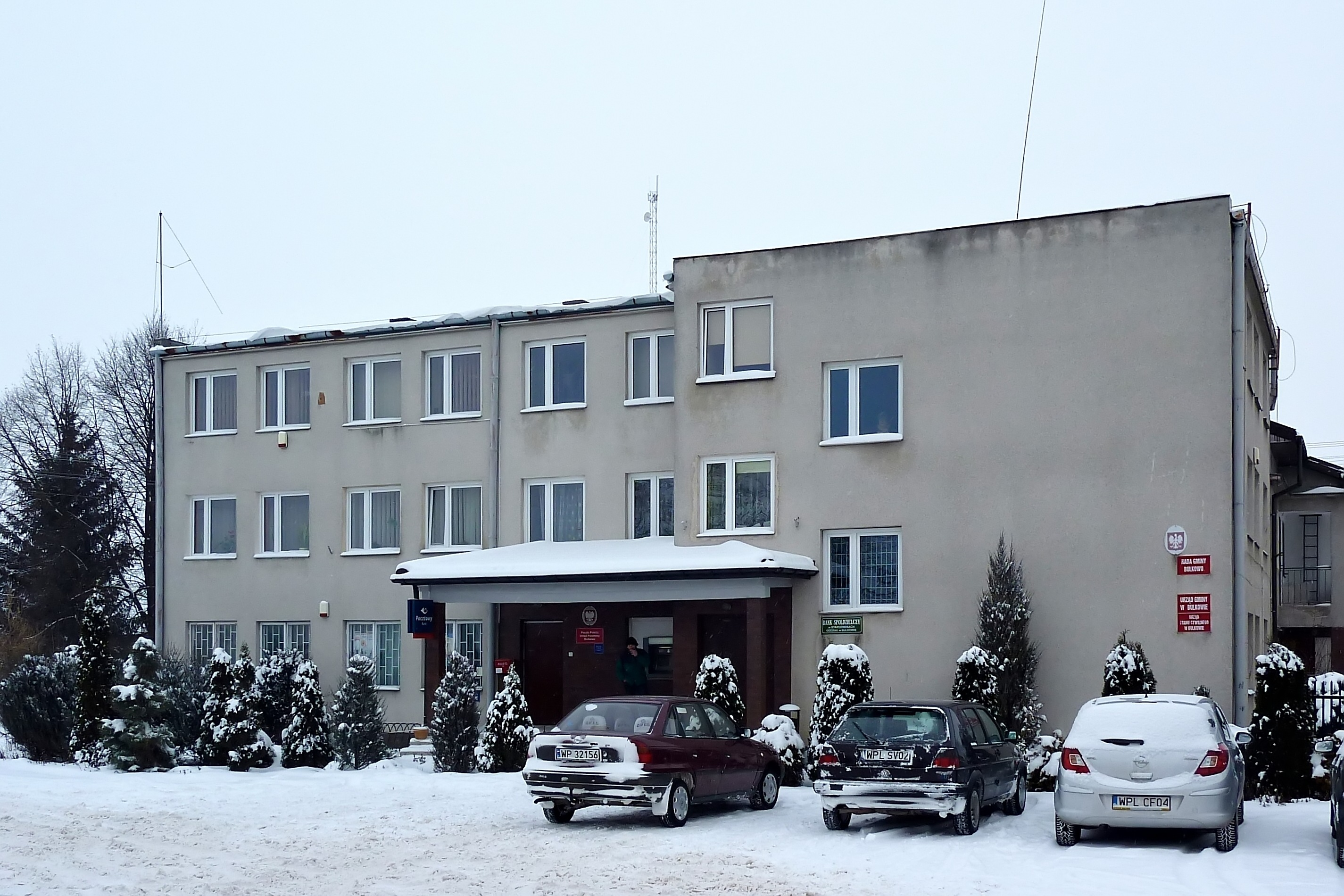
Gemeentehuis

De gemeente Bulkowo is een landgemeente in het Poolse woiwodschap Mazovië, in powiat Płocki.
De zetel van de gemeente is in Bulkowo.
Op 30 juni 2004 telde de gemeente 5983 inwoners.

## Oppervlakte gegevens
In 2002 bedroeg de totale oppervlakte van gemeente Bulkowo 117,11 km², waarvan:
- agrarisch gebied: 90%
- bossen: 4%

De gemeente beslaat 6,51% van de totale oppervlakte van de powiat.

## Demografie
Stand op 30 juni 2004:
| Omschrijving                   | Totaal | Totaal | Vrouwen | Vrouwen | Mannen | Mannen |
| ------------------------------ | ------ | ------ | ------- | ------- | ------ | ------ |
| eenheid                        | aantal | %      | aantal  | %       | aantal | %      |
| inwoners                       | 5983   | 100    | 2978    | 49,8    | 3005   | 50,2   |
| bevolkingsdichtheid (inw./km²) | 51,1   | 51,1   | 25,4    | 25,4    | 25,7   | 25,7   |

In 2002 bedroeg het gemiddelde inkomen per inwoner 1256,3 zł.

## Plaatsen
Blichowo, Bulkowo, Bulkowo-Kolonia, Chlebowo, Daniszewo, Gniewkowo, Gocłowo, Golanki, Krubice Stare, Krzykosy, Majdany, Nadułki, Nowa Słupca, Nowe Krubice, Nowe Łubki, Nowy Podleck, Osiek, Pilichowo, Pilichówko, Rogowo, Sochocino-Badurki, Sochocino-Czyżewo, Sochocino-Praga, Szasty, Słupca, Stare Łubki, Stary Podleck, Włóki, Wołowa, Worowice.

## Aangrenzende gemeenten
Bodzanów, Dzierzążnia, Mała Wieś, Naruszewo, Radzanowo, Staroźreby